# Ubuntu GNOME
Ubuntu GNOME (antigo Ubuntu GNOME Remix) foi uma distribuição Linux e era distribuída como software livre e de código aberto, baseado no sistema operacional Ubuntu, mas com uma pura interface GNOME. Foi descontinuada após a versão oficial do Ubuntu utilizar GNOME, combinando esforços de desenvolvimento.
O projeto começou como um "remix" não oficial porque alguns usuários preferiam o desktop GNOME 3 sobre Unity. Ubuntu GNOME 12.10 Quantal Quetzal foi a primeira versão estável lançada em 18 de outubro de 2012.

## Lançamentos
| Versão Atual | Lançamento não mais suportado | Lançamento ainda suportado | Lançamento Futuro |

| Versão    | Apelido          | Data de Lançamento | Suportado Até | Observações |
| --------- | ---------------- | ------------------ | ------------- | --- |
| 12.10     | Quantal Quetzal  | 18-10-2012         | Abril 2014    | - primeiro lançamento |
| 13.04     | Raring Ringtail  | 26-04-2013         | Dezembro 2013 | - Firefox substituiu o GNOME Web (Epiphany) como o navegador nativo. - Ubuntu Software Center e Update Manager substituiu o GNOME Software (gnome-packagekit). - LibreOffice 4.0 vem nativamente no lugar do Abiword e Gnumeric. |
| 13.10     | Saucy Salamander | 17-10-2013         | Maio 2014     | - usa GNOME 3.8 |
| 14.04 LTS | Trusty Tahr      | 17-04-2014         | Abril 2017    | - lançamento com suporte de longo prazo (LTS) por três anos - inclui a sessão "GNOME Classic" disponível nativamente no menu sessão                                                                                              |
| 14.10     | Utopic Unicorn   | 23-10-2014         | Julho 2015    | - Maior parte do GNOME 3.12 incluído. - gnome-maps e gnome-weather instalados nativamente. - Sessão GNOME Classic incluido e selecionável no login                                                                               |
| 15.04     | Vivid Vervet     | 23-04-2015         | Dezembro 2015 | - GNOME 3.14 |
| 15.10     | Wily Werewolf    | 22-10-2015         | Julho 2016    | - GNOME 3.16 - GNOME Photos substituído pelo Shotwell como o gerenciador de fotos padrão - GNOME Music substituído pelo Rhythmbox como o player padrão de música                                                                 |
| 16.04 LTS | Xenial Xerus     | 21-04-2016         | Abril 2019    | - "Guia de Introdução" ao dar o primeiro boot - GNOME Software substituído pelo Ubuntu Software Center - Suporte para instalação de pacotes Snappy - Sessão Wayland disponibilizada (experimental)                               |
| 16.10     | Yakkety Yak      | 13-10-2016         | Julho 2017    | - Gnome 3.20 |
| 17.04     | Zesty Zapus      | 13-04-2017         | Janeiro 2017  | - Última versão lançada |

## Recepção
Escrevendo em outubro de 2013, Jim Lynch declarou: "Ubuntu GNOME 13.10 será recebido pelos fãs do GNOME. O GNOME 3.8 adiciona alguns novos recursos significativos que melhoram a experiência de desktop, e tudo isso foi combinado bem com o Ubuntu 13.10 em si. Assim, o resultado final provavelmente será bastante atraente para aqueles que querem Ubuntu, mas com o GNOME 3.8, em vez do Unity. Se você não é um fã do GNOME 3 então Lubuntu, Kubuntu ou Xubuntu são melhores ambientes de trabalho se você precisa ficar dentro da família Ubuntu. Se nenhum daqueles apelar para você, então você pode querer apenas sentar-se firmemente e esperar pelo Linux Mint 16 chegar."
Jim Lynch avaliou o Ubuntu GNOME 14.04 LTS, em abril de 2014, e concluiu: "Eu vi alguns comentários sobre o Ubuntu 14.04 que proclamaram que ele seja "a melhor versão do Ubuntu" e esse tipo de coisa. Bem, eu acho que é justo dizer que o Ubuntu GNOME 14.04 também pode ser a melhor versão do Ubuntu GNOME, e isso é algo que os desenvolvedores e usuários do Ubuntu GNOME podem se orgulhar.